# Belizes herrlandslag i volleyboll
Belizes herrlandslag i volleyboll representerar Belize i volleyboll på herrsidan. Laget har deltagit i kval till VM flera gånger, liksom i de lokala tävlingarna centralamerikanska mästerskapet, centralamerikanska spelen och centralamerikanska och karibiska spelen

### Fotnoter
1. ↑  ”NORCECA - Pool E   -   Managua, Nicaragua” (på engelska). Fédération Internationale de Volleyball. http://www.fivb.org/EN/Volleyball/Competitions/WorldChampionships/2010/Men/Rounds/?Tourn=MQ10NO-E. Läst 9 mars 2024.
2. ↑  ”Costa Rica, Nicaragua, Guatemala and Belize ready to play” (på engelska). North, Central America and Caribbean Volleyball Confederation. https://norceca.net/Jul.25.2012_Costa%20Rica,%20Nicaragua,%20Guatemala%20and%20Belize%20ready%20to%20play.htm. Läst 9 mars 2024.
3. ↑  ”AFECAVOL Zonal-Belize” (på engelska). North, Central America and Caribbean Volleyball Confederation. https://norceca.net/2016%20Events/2018%20FIVB%20WC/Tournaments/AFECAVOL/Men/MWCQT-Group-BIZ/AFECAVOL%20Zonal-Belize.htm. Läst 9 mars 2024.
4. ↑  ”PALMARES CAMPEONATOS CENTROAMERICANOS MAYORES MASCULINOS” (på spanska). AFECAVOL. https://www.afecavol.org/media/922726/palmares-mayor-masculino.pdf. Läst 9 mars 2024.
5. ↑  https://www.facebook.com/belizevb/posts/a-two-day-training-session-was-held-in-orange-walk-on-may-17-and-18-led-by-coach/1132628752228112/
6. ↑  Senaste tillfället då någon kontrollerade att de inmatade tabelluppgifterna stämmer. Uppgifter kan ha matats in senare utan att kontrolleras av någon annan